# Rajd Jänner 2015
Rajd Jänner 2015 (32. Internationale Jänner-Rallye) – 32 edycja rajdu samochodowego Rajd Jänner rozgrywanego w Austrii. Rozgrywany był od 4 do 6 stycznia 2015 roku. Bazą rajdu była miejscowość Freistadt. Była to pierwsza runda Rajdowych Mistrzostw Europy w roku 2015. Rajd był zarazem pierwsza rundą Rajdowych Mistrzostw Austrii (ÖRM). Składał się z 18 odcinków specjalnych.
Rajd z ogromną przewagą ponad siedmiominutową wygrał Polak Kajetan Kajetanowicz, wraz z pilotem Jarosławem Baranem jadący Fordem Fiestą R5. Było to jego trzecie zwycięstwo w rajdach ERC, a pierwsze poza Polską. Wygrał on siedemnaście z osiemnastu odcinków specjalnych. Na drugim miejscu finiszował Francuz Robert Consani, jadący Peugeotem 207 S2000. Trzeci do mety dojechał, Rosjanin z białoruską licencją Aleksiej Lukjanuk, stracił on do lidera ponad osiem minut. Nagrodę Colin McRae ERC Flat Out Trophy zdobył Aleksiej Lukjanuk, który na pierwszym OS-ie stracił pięć minut do lidera i zajął 23 miejsce, a mimo wszystko w ostatecznej klasyfikacji zdobył trzecie miejsce.
W rajdzie prowadzona była także tzw. klasyfikacja ERC Ice Master, polegającą na punktowaniu przejazdu każdego OS-u osobno w warunkach zimowej jazdy. Punktowanie następuje według klucz: pierwsze miejsce - 10 pkt, drugie - 6 pkt, trzecie - 4 pkt, czwarte - 2 pkt i piąte - 1 pkt. Tabela przedstawia pierwszych pięciu zawodników.
Punktacja ERC Ice Master po pierwszej rundzie
| Miejsce | Kierowca             | Pkt |
| ------- | -------------------- | --- |
| 1       | Kajetan Kajetanowicz | 176 |
| 2       | Aleksiej Lukjanuk    | 100 |
| 3       | Jaromir Tarabus      | 56  |
| 4       | Robert Consani       | 49  |
| 5       | Stéphane Lefebvre    | 17  |

## Zwycięzcy odcinków specjalnych[6]
| Dzień      | Numer odcinka | Nazwa odcinka                   | Długość  | Zwycięzca odcinka                    | Nr Sam. | Samochód       | Czas    | Śr. pr.   | Lider rajdu                         |
| ---------- | ------------- | ------------------------------- | -------- | ------------------------------------ | ------- | -------------- | ------- | --------- | ----------------------------------- |
| 5 stycznia | OS1           | Pierbach 1                      | 18,99 km | Kajetan Kajetanowicz Jarosław Baran  | 3       | Ford Fiesta R5 | 15:32.6 | 73.3 km/h | Kajetan Kajetanowicz Jarosław Baran |
| 5 stycznia | OS2           | Liebenau 1                      | 10,22 km | Kajetan Kajetanowicz Jarosław Baran  | 3       | Ford Fiesta R5 | 7:06.8  | 86.2 km/h | Kajetan Kajetanowicz Jarosław Baran |
| 5 stycznia | OS3           | St. Oswald 1                    | 8,30 km  | Kajetan Kajetanowicz Jarosław Baran  | 3       | Ford Fiesta R5 | 5:16.7  | 94.3 km/h | Kajetan Kajetanowicz Jarosław Baran |
| 5 stycznia | OS4           | Pierbach 2                      | 18,99 km | Kajetan Kajetanowicz Jarosław Baran  | 3       | Ford Fiesta R5 | 15:21.8 | 74.2 km/h | Kajetan Kajetanowicz Jarosław Baran |
| 5 stycznia | OS5           | Liebenau 2                      | 10,22 km | Kajetan Kajetanowicz Jarosław Baran  | 3       | Ford Fiesta R5 | 7:19.5  | 83.7 km/h | Kajetan Kajetanowicz Jarosław Baran |
| 5 stycznia | OS6           | St. Oswald 2                    | 8,30 km  | Kajetan Kajetanowicz Jarosław Baran  | 3       | Ford Fiesta R5 | 5:23.4  | 92.4 km/h | Kajetan Kajetanowicz Jarosław Baran |
| 5 stycznia | OS7           | Pregarten 1                     | 8,76 km  | Kajetan Kajetanowicz Jarosław Baran  | 3       | Ford Fiesta R5 | 5:34.3  | 94.3 km/h | Kajetan Kajetanowicz Jarosław Baran |
| 5 stycznia | OS8           | Schönau-St. - Leonhard 1        | 22,93 km | Kajetan Kajetanowicz Jarosław Baran  | 3       | Ford Fiesta R5 | 17:25.4 | 79.0 km/h | Kajetan Kajetanowicz Jarosław Baran |
| 5 stycznia | OS9           | Pregarten 2                     | 8,76 km  | Kajetan Kajetanowicz Jarosław Baran  | 3       | Ford Fiesta R5 | 5:35.4  | 94.0 km/h | Kajetan Kajetanowicz Jarosław Baran |
| 5 stycznia | OS10          | Schönau-St. - Leonhard 2        | 22,93 km | Kajetan Kajetanowicz Jarosław Baran  | 3       | Ford Fiesta R5 | 17:37.7 | 78.0 km/h | Kajetan Kajetanowicz Jarosław Baran |
| 6 stycznia | OS11          | Gutau 1                         | 8,27 km  | Kajetan Kajetanowicz Jarosław Baran  | 3       | Ford Fiesta R5 | 5:40.7  | 87.4 km/h | Kajetan Kajetanowicz Jarosław Baran |
| 6 stycznia | OS12          | Unterweißenbach 1               | 12,54 km | Kajetan Kajetanowicz Jarosław Baran  | 3       | Ford Fiesta R5 | 9:18.7  | 80.8 km/h | Kajetan Kajetanowicz Jarosław Baran |
| 6 stycznia | OS13          | Arena Königswiesen 1            | 7,79 km  | Kajetan Kajetanowicz Jarosław Baran  | 3       | Ford Fiesta R5 | 6:15.3  | 74.7 km/h | Kajetan Kajetanowicz Jarosław Baran |
| 6 stycznia | OS14          | Gutau 2                         | 8,27 km  | Kajetan Kajetanowicz Jarosław Baran  | 3       | Ford Fiesta R5 | 5:22.4  | 92.3 km/h | Kajetan Kajetanowicz Jarosław Baran |
| 6 stycznia | OS15          | Unterweißenbach 2               | 12,54 km | Kajetan Kajetanowicz Jarosław Baran  | 3       | Ford Fiesta R5 | 8:47.3  | 85.6 km/h | Kajetan Kajetanowicz Jarosław Baran |
| 6 stycznia | OS16          | Arena Königswiesen 2            | 7,79 km  | Kajetan Kajetanowicz Jarosław Baran  | 3       | Ford Fiesta R5 | 5:48.4  | 80.5 km/h | Kajetan Kajetanowicz Jarosław Baran |
| 6 stycznia | OS17          | Bad Zell - Tragwein - Aistall 1 | 21,10 km | Kajetan Kajetanowicz Jarosław Baran  | 3       | Ford Fiesta R5 | 13:33.3 | 93.4 km/h | Kajetan Kajetanowicz Jarosław Baran |
| 6 stycznia | OS18          | Bad Zell - Tragwein - Aistall 2 | 21,10 km | Aleksiej Lukjanuk Jewhen Czerwonenko | 7       | Ford Fiesta R5 | 13:34.1 | 93.3 km/h | Kajetan Kajetanowicz Jarosław Baran |

## Wyniki końcowe rajdu[5][7]
| Miejsce  | Kierowca             | Pilot                | Samochód                   | Czas      | Strata   | Pkt ERC |
| -------- | -------------------- | -------------------- | -------------------------- | --------- | -------- | ------- |
| 1        | Kajetan Kajetanowicz | Jarosław Baran       | Ford Fiesta R5             | 2:50:52.6 | -        | 25+14   |
| (2)      | Raimund Baumschlager | Klaus Wicha          | Škoda Fabia S2000          | 2:57:28.8 | +6:36.2  | *       |
| 2. (3)   | Robert Consani       | Maxime Vilmot        | Peugeot 207 S2000          | 2:58:00.0 | +7:07.4  | 18+10   |
| 3. (4)   | Aleksiej Lukjanuk    | Jewhen Czerwonenko   | Ford Fiesta R5             | 2:59:20.7 | +8:28.1  | 15+10   |
| 4. (5)   | Jaromír Tarabus      | Daniel Trunkát       | Škoda Fabia S2000          | 2:59:41.4 | +8:48.8  | 12+10   |
| (6)      | Simon Wagner         | Pirmin Winklhofer    | Mazda 323 GT-R             | 3:06:59.9 | +16:07.3 | *       |
| (7)      | Ernst Haneder        | Elke Aigner          | Mitsubishi Lancer EVO IX   | 3:10:05.8 | +19:13.2 | *       |
| 5. (8)   | Martin Fischerlehner | Tobias Unterweger    | Mitsubishi Lancer Evo IX   | 3:13:31.2 | +22:38.6 | 10+4    |
| (9)      | Mario Traxl          | Helmut Etzlstorfer   | Mitsubishi Lancer EVO III  | 3:15:55.7 | +25:03.1 | *       |
| (10)     | Horst Stürmer        | Renie Zauner         | Audi Coupé Quattro         | 3:17:50.9 | +26:58.3 | *       |
| (11)     | Martin Desl          | Sabrina Gimpl        | Mitsubishi Lancer EVO VII  | 3:15:55.7 | +25:03.1 | *       |
| 6. (12)  | Jonathan Hirschi     | Vincent Landais      | Peugeot 208 T16            | 3:18:19.5 | +27:26.9 | 8       |
| 7. (13)  | Antonín Tlusťák      | Ladislav Kučera      | Škoda Fabia S2000          | 3:18:22.3 | +27:29.7 | 6+2     |
| 8. (14)  | Vojtěch Štajf        | František Rajnoha    | Subaru Impreza STi         | 3:19:11.2 | +28:18.6 | 4       |
| (15)     | Gerald Bachler       | Hubert Zach          | Subaru Impreza WRX         | 3:20:00.1 | +29:07.5 | *       |
| 9. (16)  | Dávid Botka          | Péter Mihalik        | Mitsubishi Lancer Evo IX   | 3:21:31.1 | +30:38.5 | 2       |
| (17)     | Günther Königseder   | Christoph Königseder | Lancia Delta Integrale 16V | 3:23:26.6 | +32:34.0 | *       |
| 10. (18) | Jean-Michel Raoux    | Thomas Escartefigue  | Ford Fiesta R5             | 3:25:53.1 | +35:00.5 | 1+1     |

## Kasyfikacja po 1 rundzie RME 2015
Punkty w klasyfikacji generalnej ERC otrzymuje 10 pierwszych zawodników, którzy uczestniczą w programie ERC i w ukończą wyścig, punktowanie odbywa się według klucza:
| Miejsce | 1  | 2  | 3  | 4  | 5  | 6 | 7 | 8 | 9 | 10 |
| Punkty  | 25 | 18 | 15 | 12 | 10 | 8 | 6 | 4 | 2 | 1  |

Dodatkowo po każdym etapie (dniu) rajdu prowadzona jest osobna klasyfikacja, w której przyznawano punkty według klucza 7-6-5-4-3-2-1 (jeżeli dany etap obejmował przynajmniej 25% długości odcinków specjalnych rajdu). Do klasyfikacji zaliczane są cztery najlepsze wyniki spośród pięciu pierwszych rajdów oraz cztery najlepsze wyniki w pięciu ostatnich rajdach w sezonie.
| Poz. | Kierowca             | AUT    | LVA | GBR | POR | BEL | 4 NAJ | EST | CZE | CYP | GRE | CHE | Suma punktów |
| ---- | -------------------- | ------ | --- | --- | --- | --- | ----- | --- | --- | --- | --- | --- | ------------ |
| 1    | Kajetan Kajetanowicz | 125+14 |     |     |     |     |       |     |     |     |     |     | 39           |
| 2    | Robert Consani       | 218+10 |     |     |     |     |       |     |     |     |     |     | 28           |
| 3    | Aleksiej Lukjanuk    | 315+10 |     |     |     |     |       |     |     |     |     |     | 25           |
| 4    | Jaromír Tarabus      | 412+10 |     |     |     |     |       |     |     |     |     |     | 22           |
| 5    | Martin Fischerlehner | 510+4  |     |     |     |     |       |     |     |     |     |     | 14           |
| 6    | Jonathan Hirschi     | 68     |     |     |     |     |       |     |     |     |     |     | 8            |
| 7    | Antonín Tlusťák      | 76+2   |     |     |     |     |       |     |     |     |     |     | 8            |
| 8    | Vojtěch Štajf        | 84     |     |     |     |     |       |     |     |     |     |     | 4            |
| 9    | Craig Breen          | NU0+3  |     |     |     |     |       |     |     |     |     |     | 3            |
| 10   | Dávid Botka          | 92     |     |     |     |     |       |     |     |     |     |     | 2            |
| 11   | Jean-Michel Raoux    | 101+1  |     |     |     |     |       |     |     |     |     |     | 2            |
| 12   | Stéphane Lefebvre    | NU0+2  |     |     |     |     |       |     |     |     |     |     | 2            |
| Poz. | Kierowca             | AUT    | LVA | GBR | POR | BEL | 4 NAJ | EST | CZE | CYP | GRE | CHE | Suma punktów |

| Kolor     | Opis                   |
| --------- | ---------------------- |
| Złoty     | Zwycięzca              |
| Srebrny   | 2. miejsce             |
| Brązowy   | 3. miejsce             |
| Zielony   | Punktowane miejsce     |
| Niebieski | Ukończył nie punktował |
| Fioletowy | Nie ukończył NU        |
| Czarny    | Wykluczony X           |
| Biały     | Nie wystartował NW     |
| Puste     | Nie brał udziału       |